# Lamotte-Buleux
Lamotte-Buleux település Franciaországban, Somme megyében. Lakosainak száma 330 fő (2022. január 1.). Lamotte-Buleux Neuilly-l’Hôpital, Canchy, Forest-l’Abbaye, Nouvion, Le Titre és Hautvillers-Ouville községekkel határos.

## Népesség
A település népességének változása:
| Lakosok száma | 343  | 346  | 359  | 352  | 353  | 357  | 348  | 339  | 330  |
|               | 2013 | 2015 | 2016 | 2017 | 2018 | 2019 | 2020 | 2021 | 2022 |